# 周永新
周永新，GBS，MBE（1947年1月7日—），香港社會福利界學者，香港大學社會工作及社會行政學系榮休教授，2013年退休前為該系講座教兼梁顯利基金教授席 (社會工作及社會行政學)。

## 經歷

### 教學及研究
周永新早年在香港島灣仔的舊樓板間房成長，有5名兄姊，父親是商會秘書兼報紙武俠小說及馬經撰稿員。周永新就讀中國兒童書院（幼稚園部）、東華三院香港第三小學（現為東華三院李賜豪小學，1959年小六下午校畢業）和聖保羅男女中學（中一至中七），於1966年入讀香港大學，主修中文及中史，於香港大學中文學會擔任學術委員。在修讀本科期間，周永新受教於羅香林教授，並曾發表一篇有關中國與中東之間交往的學術文章。他於1969年畢業後（二級榮譽），先於1970年完成香港大學社會工作深造文憑，復分別於1973年及1978年在曼徹斯特大學取得經濟學碩士學位和於香港大學取得哲學博士學位。
1974年，周永新自英國返港，在觀塘的基督教家庭服務中心擔任社工，並在香港社會工作訓練學院中擔任講師，三年後轉至香港中文大學社會工作系。
1983年，他加入香港大學，任社會行政高級講師；1990年晉升社會工作及社會行政學系副教授，翌年遷講座教授。在1990年至1993年，他擔任社會工作及社會行政學系系主任；同時，亦在1990年至1999年及2000年至2001年擔任社會科學院副院長。
除擔任教學及管理職務外，周永新亦參與了對多件大學相關學系的校外評審工作：包括香港浸會大學社會工作系（1986-1989）、香港理工大學應用社會科學系（1992-1997）及香港城市大學人文社會科學院（1991-1994）。
2013年，扶貧委員會委託周永新開展研究全民退休保障。

### 訪問學人
周永新曾在多間國內外大學及研究機構擔任訪問教授及研究員，包括：
- 中山大學－訪問教授（1986）
- 新加坡東南亞研究所－研究員（1989）
- 澳洲國立大學社会科学研究院－研究員（1989）
- 國立中正大學社會福利研究所－訪問教授（1991）
- 國立暨南國際大學社會政策及社會工作研究員－訪問教授（1995）
- 日本明治學院大學社會福利學系－訪問教授（1997）

### 公共服務
周永新多年來曾參與多項公共服務工作，包括：
- 入境事務審裁處－總審裁員（1983-1991）
- 社會福利諮詢委員會－委員及主席（1984-1992）
- 禁毒常務委員會－委員（1985-1988）
- 香港社會服務聯會－主席（1985-1988）
- 人事登記審裁處－總審裁員（1987-2000）
- 青年事務委員會－委員（1990-1999）
- 香港太平洋戰爭紀念撫恤金顧問委員會－主席（1994-99）
- 中国人民政治协商会议全国委员会－委員（1998-2003）
- 強制性公積金計劃諮詢委員會－主席（1998-2007）
- 衞生福利局社會保障服務基礎評估－顧問（2002）
- 平等機會委員會－委員（2003-2005）
- 扶貧委員會－委員（2005-2007）
- 策略發展委員會－委員（2007-2012）
- 中央政策組－名譽顧問（2011-2012）

## 榮譽
回歸前，周永新獲英政府頒授大英帝國員佐勳章。在1999年，他獲香港特別行政區政府頒授銀紫荊星章，嘉許語中讚揚其積極參與有關入境事務的獨立上訴機關的工作。在2013年，周永新獲香港特別行政區政府頒授金紫荊星章，其嘉獎語中讚揚他是受人尊崇的社會福利工作學者，在社會工作界及發展香港退休保障制度做出貢獻，且長年參與公共及社會服務。

## 著作
以下為周永新的著作：
- 《見證香港五十年》：明報出版社，1997。
- 《社會政策的觀念和制度》：中華書局（香港），2013。
- 《真實的貧窮面貌 - 縱觀香港社會60年》：中華書局（香港），2014。
- 《香港人的身份認同和價值觀》：中華書局（香港），2015。